# Diocesi di Semnea
La diocesi di Semnea (in latino Dioecesis Semneaensis) è una sede soppressa del patriarcato di Costantinopoli e una sede titolare della Chiesa cattolica.

## Storia
Semnea, nell'odierna Turchia, è un'antica sede episcopale della provincia romana della Panfilia Prima nella diocesi civile di Asia. Faceva parte del patriarcato di Costantinopoli ed era suffraganea dell'arcidiocesi di Side.
La diocesi è documentata nelle Notitiae Episcopatuum del patriarcato di Costantinopoli fino al XII secolo.
Sono cinque i vescovi conosciuti di questa diocesi. Nettario prese parte al concilio di Efeso del 431, durante il quale sottoscrisse gli atti come vescovo di Semnea e di Case, indizio che le due sedi all'epoca erano unite. Giovanni nel 518 sottoscrisse la petizione che il sinodo di Costantinopoli inviò al patriarca Giovanni II in favore della definizione di fede di Calcedonia e contro Severo di Antiochia e il partito monofisita. Conone partecipò al concilio di Costantinopoli del 553. Ignazio e Atanasio presero parte rispettivamente ai concili di Costantinopoli dell'869-870 e dell'879-880 che trattarono la questione del patriarca Fozio di Costantinopoli.
Dal 1933 Semnea è annoverata tra le sedi vescovili titolari della Chiesa cattolica; la sede è vacante dal 12 settembre 1970.

## Cronotassi

### Vescovi greci
- Nettario † (menzionato nel 431)
- Giovanni † (menzionato nel 518)
- Conone † (menzionato nel 553)
- Ignazio † (menzionato nell'869)
- Atanasio † (menzionato nell'879)

### Vescovi titolari
- Albert Vincent D'Souza † (5 febbraio 1959 - 8 agosto 1962 nominato arcivescovo di Calcutta)
- Gerhard Schaffran † (24 novembre 1962 - 12 settembre 1970 nominato vescovo di Meißen)